# Nova História do Cinema Brasileiro
Nova História do Cinema Brasileiro é um livro de 25 ensaios, divididos em dois volumes, que traça um panorama cronológico do cinema no Brasil desde o final do século XIX, quando ocorreu a primeira filmagem no país, até 2016, com textos sobre o cinema autoral, o cinema de bilheteria e a inovação no gênero documentário, com especial descrição e análise da obra de Eduardo Coutinho.
Em 1987, Fernão Ramos publicou História do Cinema Brasileiro, pela Círculo do Livro, em quinhentas páginas, reeditado algumas vezes, mas que está esgotado desde a década de 1990. Desde então, planejava uma obra mais abrangente, que se tornou possível com a parceria estabelecida com Sheila Schvarzman. Assim, Nova História do Cinema Brasileiro atualiza o desenvolvimento do cinema brasileiro ao longo de mais de três décadas e acrescenta atores e cineastas esquecidos na cinematografia nacional como as mulheres, os negros, e os indígenas. O que permite conhecer os trabalhos de cineastas como, por exemplo, Gilda de Abreu, Helena Solberg, Helena Ignez e da produtora Aurora Duarte.
O primeiro volume, dividido em três partes, trata do cinema realizado e exibido no país de 1895 até os anos 1950. Na primeira parte, aborda o cinema produzido de 1895 a 1935 no Rio de Janeiro, no Rio Grande do Sul, em Pernambuco, em Minas Gerais, em São Paulo e na região amazônica. Na segunda parte, além do início do cinema sonoro, versa sobre a produção carioca, os filmes autorais e as chanchadas, das décadas de 1930 a 1950, e da produção paulista – de estúdio e independente. Na terceira parte, recupera o percurso do Instituto Nacional de Cinema Educativo (INCE) na realização dos filmes, nas políticas de Estado durante a Era Vargas e a Guerra Fria assim a intervenção norte-americana na entidade e no cinema educativo brasileiro.
O segundo volume, dividido em quatro partes, abrange o período de 1955 até 2016. Na primeira parte, que abrange o período de 1955 a 1980, discorre sobre a estética do Cinema Novo, do Cinema Marginal, o cinema brasileiro produzido nas décadas de 1970 e de 1980, o cinema experimental e a importância de Nelson Pereira dos Santos para a organização dos cineastas e para a experimentação estética. Na segunda parte, discute a atuação e o impacto da Embrafilme, durante os seus 21 anos de existência, na produção e na distribuição do cinema brasileiro assim como examina a produção do Beco do Lixo e do Beco da Cinelândia. Na terceira parte, que cobre o período de 1985 a 2003, discute os motivos e as condições que levaram o cinema brasileiro à uma grande crise no final dos anos 1980 até o início dos anos 1990 e analisa a produção dessa época marcada pela nova sensibilidade estética chamada de pós-modernista. Além disso, aborda o período da Retomada do cinema brasileiro, nos anos 1990, analisando os gêneros cinematográficos e as produções que marcaram esse importante momento. Na quarta parte, que se estende de 2000 a 2016, cobre o documentário contemporâneo e suas fases, o cinema brasileiro de grande bilheteria, seu contexto e seus gêneros e, por fim, o novo cinema autoral.
Dessa forma, os textos revisam e comentam momentos importantes da historiografia do cinema brasileiro: o início do cinema silencioso, a chanchada, o cinema industrial paulista - produzido por companhias cinematográficas como a Vera Cruz e a Maristela – o Cinema Novo, o Cinema Marginal, a crise com o desmanche da era Collor, a Retomada e a fase dos anos 2000, que se destaca pelos diversos formatos e múltiplas expressões.
Um ponto que diferencia este livro são os autores abordarem não apenas os movimentos, mas também os diretores, os filmes, os outros agentes do cinema e a circulação crítica das obras, o que permite contextualizar o ambiente e a relação com a produção nos períodos abordados.
Oricchio aponta que as considerações sobre a aproximação do crítico Paulo Emilio Sales Gomes com o Cinema Marginal “pela valorização do exagero e do escracho” podem dar lugar a discussões interessantes, uma vez que ele não deixou nenhum texto fundamental sobre os filmes mais importantes do movimento.
Freire Ramos, por sua vez, aponta que, no lugar de matizar o panorama da rica produção de filmes do Cinema Marginal e do Cinema Novo, este livro reforçaria a interpretação dominante ao marcar apenas as diferenças entre as propostas cinematográficas.d Para este crítico, há vários pontos de contato entre os dois: a temática terceiro-mundista, opção pelas formas alegóricas, mas principalmente a “crítica à modernização conservadora imposta pelos governos militares” entre o final da década de 1960 e o início da década de 1970.
Furtado nota que este livro traça com vigor um panorama histórico das políticas governamentais para a indústria cinematográfica ao delinear o papel exercido pelo governo federal e pelos governos locais no fomento à produção audiovisual, o que se observa desde a gestão do INCE, passando pela Embrafilme até a Ancine, mas que haveria uma lacuna a ser preenchida: formular e explicitar como os governos se articulam ideologicamente diante do audiovisual.